# Turmberg (Eulengebirge)
Der Turmberg (polnisch Kalenica) ist ein Berg in der Nähe des Bielauer Plänel (Bielawska Polana), einem Pass im Eulengebirge in den Mittelsudeten.
Auf dem Gipfel befindet sich ein 1933 erbauter Stahlturm. Am westlichen Teil des Gipfels befinden sich die markanten Sonnensteine (Dzikie Skały), eine große Felsgruppe mit einer Höhe von 8 Metern. In deutscher Zeit gab es auch auf den Sonnensteinen einen Aussichtspunkt.

## Naturschutz
Am Fuße des Turmbergs befindet sich eine hölzerne Schutzhütte. Der nördliche Teil der Gipfelregion gehört zum 1962 ausgewiesenen Naturschutzgebiet "Bukowa Kalenica", dessen Zweck Schutz der Sudetenbuchen ist.

## Geologie
Der Gipfel ist mit Geröll aus präkambrischen Gneisen und Migmatiten bedeckt.

## Nachweise
- Marek Staffa: Słownik geografii turystycznej Sudetów. 11: Góry Sowie, Wzgórza Włodzickie. Wrocław 1994, ISBN 83-8577312-6, S. 184–185.
- Najwyższe szczyty Gór Sowich (Höchste Berggipfel im Eulengebirge). Abgerufen am 20. Dezember 2020.